# Eater (Fear Itself)
"Eater" és el cinquè episodi de l'antologia de terror de la NBC Fear Itself i està basat en la història curta de Peter Crowther del mateix nom.

## Argument
Elisabeth Moss interpreta l'oficial Danny Bannerman, un "boot" o un oficial de policia recentment contractat. Bannerman forma part d'un detall que custodia a Mellor, un cajun assassí en sèrie i caníbal sobrenomenat "Eater" (perquè un dels seus crims va implicar que torturava, matava i menjava una jove mentre encara estava viva). A mesura que avança la nit, comença a reconèixer que el comportament dels seus companys, només masculins, és cada cop més estrany i que estan sent assassinats un a un. Bannerman més tard descobreix que el "Eater" ha estat utilitzant màgia negra tot el temps i que esperava utilitzar-la per fer-la alliberar i després matar-la.
Obté el seu desig en haver robat les claus de Bannerman en un enfrontament anterior entre els dos i comença a caçar Bannerman. Mentrestant, Bannerman està fugint i intenta buscar una sortida, però tots els accesos estan bloquejats o tancats. En lloc d'això, formula un pla i, mentre s'amaga del Mellor en un armari d'escombres, ingereix verí per a rates i crida "Eater". Mentre Bannerman i Mellor tenen una baralla èpica, ella posa un parell de manilles a tots dos. Mellor s'enfada i comença a menjar-la. Aconsegueix matar "Eater" perquè abans havia ingerit verí per a rates i per això, Mellor també s'enverina i crida en un atac de ràbia; "M'has matat, puta! M'has matat!" i tant Bannerman com Mellor moren.

## Repartiment
- Elisabeth Moss - Danny Bannerman
- Pablo Schreiber – Mattingley
- Stephen Lee – Mart Steinwitz
- Russell Hornsby – Sergent Williams
- Stephen R. Hart - Eater

## Recepció
La recepció crítica de l'episodi va ser generalment positiva. The A.V. Club va puntuar l'episodi amb una A−, acreditant a "Eater" com "fàcilment l'episodi més fort fins ara i l'únic que realment em va espantar en alguns moments". Bloody Disgusting i Den of Geek van acreditar la direcció de Stuart Gordon com a benefici de l'episodi, que creien que faltava de vegades.
Matt Fowler de IGN va ser més crític, va criticar la sèrie per tenir massa episodis que no van mantenir la suspensió de la incredulitat i també va afirmar que "tot el comportament juvenil de la policia durant la història va ser completament inane i no va fer res més que impedir que m'interessés el més mínim possible en aquest episodi".